# Parafia Najświętszego Serca Jezusowego w Piotrkowie Trybunalskim
Parafia Najświętszego Serca Jezusowego w Piotrkowie Trybunalskim – parafia rzymskokatolicka znajdująca się w archidiecezji łódzkiej w dekanacie piotrkowskim. Erygowana w 1929 przez bp. Wincentego Tymienieckiego.
Kościół murowany, dwukondygnacyjny według projektu arch. Juliusza Seweryna wybudowany w latach 1977–1996. Organy piszczałkowe przeniesione ze starego kościoła. Obecny budynek kościoła mieści się przy ulicy Armii Krajowej 9. Nowy kościół został poświęcony przez abp. Władysława Ziółka w roku 1996. W 2009 roku abp Władysław Ziółek dokonał konsekracji kościoła. 12 września 2009 w archidiecezji łódzkiej rozpoczęła się od tej parafii peregrynacja kopii obrazu Matki Bożej Jasnogórskiej.
Znajduje się tutaj pięciometrowy obraz Najświętszego Serca Jezusowego oraz obraz Św. Teresy od Dzieciątka Jezus.
Obecnie w parafii pracują następujący ojcowie:
- o. Wojciech Zagrodzki CSsR  (proboszcz)
- o. Patryk Reczek CSsR (wikariusz)
- o. Józef Gęza CSsR (duszpasterz)
- o. Dominik Król CSsR (duszpasterz)

Księgi metrykalne kościoła obejmują okres od 1929 roku i są to księgi ochrzczonych, zmarłych i małżeństw.

## Proboszczowie
- ks. Franciszek Psonka (1929–1938)
- ks. Ignacy Raszka (1938–1955)
- ks. Czesław Rączaszek (1955–1968)
- ks. Władysław Chmiel (1968–1985)
- ks. Kazimierz Tomaszewski (1985–1994)
- ks. Henryk Eliasz (1994–2004)
- ks. Jerzy Grodzki (2004–2013)
- ks. Tomasz Szczypa (2013–2014)
- ks. Stanisław Nowacki (2014–2023)
- o. Wojciech Zagrodzki CSsR (2023–nadal)